# Comceh
Comceh Călărași este o companie producătoare de hârtie din România.
Comceh este deținută de compania Cartalux, înregistrată în Luxemburg.
Are două capacități de producție, una pentru hârtie tissue (servețele, batiste, hârtie igienică, prosoape de bucătărie), iar cealaltă pentru hârtie de scris.
Capacitatea de productie a Comceh este de 30.000 de tone pe an pentru hârtia igienică și de 22.000 de tone pe an pentru hârtia de scris.
Număr de angajați în 2008: 370
Cifra de afaceri în 2007: 36 milioane euro